# منطقه تجاری فرودگاه، ساسکاتون
منطقه تجاری فرودگاه، ساسکاتون (به انگلیسی: Airport Business Area, Saskatoon) یک منطقهٔ مسکونی در کانادا است که در ساسکاچوان واقع شده‌است.